# Deutsches Amt für Maß und Gewicht

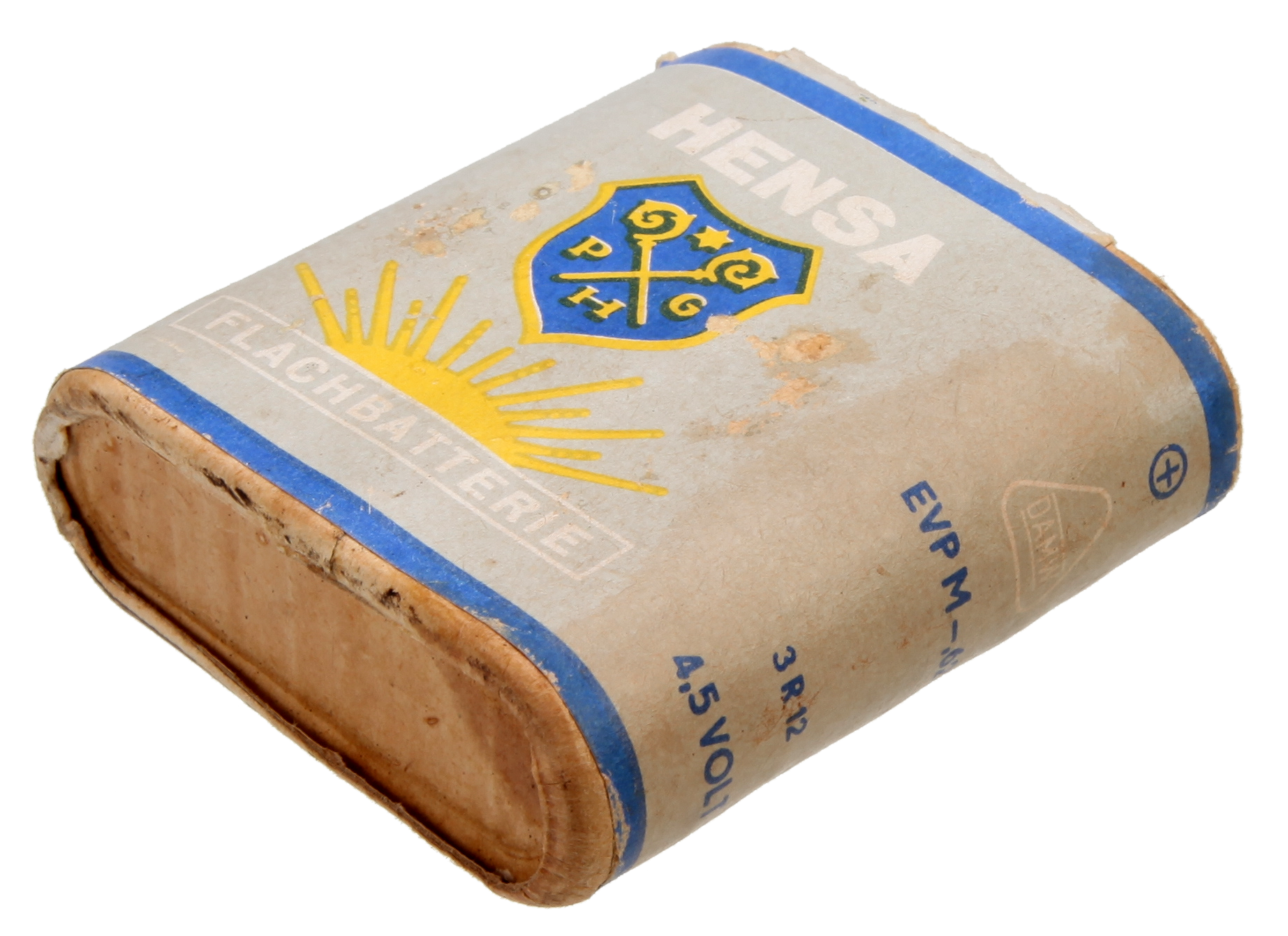
Hensa Flachbatterie mit DAMW-Signet

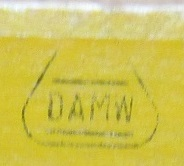
DAMW-Signet auf einem Gliedermaßstab

Das Deutsche Amt für Maß und Gewicht (DAMG) war eine 1946 in der sowjetischen Besatzungszone gegründete Einrichtung und übernahm dort und auf dem Gebiet der späteren DDR die Aufgaben der früheren Physikalisch-Technischen Reichsanstalt.
Dem DAMG unterstanden die Eichdirektionen und Eichämter der Bezirke in der DDR.
Das DAMG erhielt im Laufe der Zeit umfassendere Aufgaben als das westdeutsche Pendant, die bis heute existierende Physikalisch-Technische Bundesanstalt – insbesondere auch die Normung und Qualitätssicherung. Das führte dazu, dass die Abkürzung auf Pressmarken an Kunststoffobjekten aufgedruckt wurde, um deren Normentsprechung oder Qualität zu bezeugen. Heute kann dies wiederum zur Datierung solcher Objekte herangezogen werden. Die Bezeichnung DAMG war nur von 1946 bis 1961 gebräuchlich.
Später wurde das DAMG umbenannt in Deutsches Amt für Meßwesen (DAM, 1961 bis 1964), dann in Deutsches Amt für Meßwesen und Warenprüfung (DAMW, 1964 bis 1973) und schließlich in Amt für Standardisierung, Meßwesen und Warenprüfung (ASMW, 1973 bis 1990). Das Amt stellte 1990 seine Arbeit ein, ca. 100 Mitarbeiter wurden ins Deutsche Institut für Normung übernommen.

## Normen
Die vom Amt erlassenen Technischen Normen, Gütevorschriften und Lieferbedingungen (TGL) waren in der DDR die Entsprechung zu den westdeutschen DIN-Normen. Für die gesamte Volkswirtschaft galten die DDR-Standards und die Fachbereich-Standards; für die jeweiligen Betriebe galten die Werk-Standards.
Die TGL-Standards waren, im Gegensatz zur DIN, Vorschrift und galten nicht nur als Empfehlung. Sie wurden in Gesetzblatt-Sonderdrucken, TGL-Taschenbüchern und in Zeitschriften veröffentlicht.